# 尼可·西古爾
尼可·克里斯提安·西古爾（2003年9月9日—）是一名加拿大足球員，在場上司職中場。

## 生平

### 俱樂部生涯
2022年，西古爾加盟克羅地亞球隊哈伊杜克斯普利特的青訓體系，但由於歐洲足聯規則的限制，他未能隨隊出戰歐洲青年聯賽。
2023年4月22日，在迪諾·米卡諾維奇和洛夫倫齊奇·格雷戈兩名主力受傷的情況下，西古爾在對陣瓦拉日丁的比賽上完成一線隊首秀。次年2月24日，西古爾為斯普利特攻入個人第一個進球，對手同樣是瓦拉日丁。

### 國家隊生涯
西古爾有加拿大和克羅地亞雙重國籍。2023年，西古爾接受克羅地亞U-21男足的徵召，隨隊出戰當年的U-21歐洲國家盃。
然而，2024年8月，克羅地亞足協宣佈：西古爾決定轉投加拿大國家隊。8月27日，西古爾入選加拿大男足，出戰對美國和墨西哥的友誼賽。9月10日，西古爾在對戰墨西哥的比賽上第一次為加拿大登場。
2025年6月，西古爾入選加拿大男足出戰美洲金盃的大名單。6月17日，他在迎戰洪都拉斯的比賽上為加拿大先拔頭籌，協助加拿大以6-0大勝洪都拉斯。